# Bernhard Jolles
Bernhard Jolles (* 13. September 1878 in Dresden; † 2. Januar 1968 in Fåborg, Dänemark) war ein deutscher Übersetzer, Journalist und Zeitungschefredakteur.

## Leben und Wirken
Bernhard Jolles stammte aus Familien mit niederländischen, polnischen und jüdischen Wurzeln. Der Vater Boguslaw Jolles war Bauunternehmer in Dresden und besaß eine wertvolle Kunstsammlung. Der Onkel Oscar Jolles besaß eine Schriftgießereifabrik, dessen Sohn Henry Jolles wurde Pianist. Bernhard Jolles veröffentlichte seit spätestens 1910 Übersetzungen von belletristischen Werken aus dem Französischen und Dänischen. Er schrieb auch für verschiedene Berliner Tageszeitungen wie die Berliner Morgenpost und war Redakteur beim renommierten Berliner Tageblatt. Er war auch SPD-Mitglied. 1923 holte ihn der sächsische Ministerpräsident Erich Zeigner als Chefredakteur der offiziellen Sächsischen Staatszeitung nach Dresden. Dessen Nachfolger Max Heldt war dagegen mit seiner recht radikalen politischen Ausrichtung nicht einverstanden und setzte ihn nach mehreren erfolglosen Ermahnungen 1925 wieder ab. Danach war Bernhard Jolles vor allem als Übersetzer tätig und schrieb auch Artikel für die Dresdner Volkszeitung.
1934 ging er mit seiner Frau Wilhelmine Jolles ins dänische Exil nach Faaborg. 1947 nahm er Kontakt zu dem jungen Schriftsteller Wolfgang Borchert auf, nachdem er dessen Hörspiel Draußen vor der Tür gehört hatte. Es entwickelte sich ein intensiver Briefwechsel, in dem sich Borchert sehr persönlich zu seinem inneren Zustand kurz vor seinem Tod äußerte. In dessen Nachlass befand sich mindestens ein Buch, das Jolles gehört hatte. Das digitalisierte Typoskript von Draußen vor der Tür der Hamburger Staatsbibliothek stammt aus Jolles Besitz. Dieser hatte danach auch noch einen engen Briefkontakt zu der Witwe Hertha Borchert.
Bernhard Jolles war mit Wilhelmine Amalie Margarethe Jolles († 1962) verheiratet. Ihre Tochter Thea Maria Jolles-Kiær wurde Balletttänzerin in Århus.

## Publikationen (Auswahl)
Bernhard Jolles war vor allem als Übersetzer aus dem Französischen und Dänischen tätig. Am erfolgreichsten wurde Die Renaissance von Arthur de Gobineau, die in zahlreichen Neuauflagen erschien. Er übersetzte auch zwei Maigret-Romane von Georges Simenon.
Bernhard Jolles schrieb außerdem zahlreiche Artikel für die Berliner Morgenpost, das Berliner Tageblatt, die Sächsische Staatszeitung, die Dresdner Volkszeitung und weitere Zeitungen.
Herausgeber
- Das neue Sagenbuch, 2 Bände, Mosse, Berlin 1922

Übersetzer aus dem Französischen
- Arthur de Gobineau: Der Turkmenenkrieg, 1910
- Arthur de Gobineau: Die Renaissance, um 1916, zahlreiche Neuauflagen
- Arthur de Gobineau, Gamber-Alis Geschichte, 1916
- Eugène Sue: Geheimnis von Paris, 1926, mehrere Neuauflagen bis 1997
- Eugène Sue: Der ewige Jude, 1927, eine Neuauflage
- Théophile Gautier, Militona, 1927
- Théophile Gautier, Jean und Jeanette, 1927
- Ernest Hello, Seltsame Geschichten [1929]
- Sándor Kémeri, Die Kerker von Budapest, 1929
- Edmond de Goncourt, Die Dirne Elisa, 1929
- Edmond de Goncourt, Das Dienstmädchen Germinie, 1930
- Eugène François Vidocq, Vom Galeerensträfling zum Polizeichef, 1930
- Eugène Dabit, Hôtel du Nord, Paris, 1931;  nach 1933 verboten
- Eugène Dabit, Der Kleine, 1932 ; nach 1934 verboten
- Marcel Ollivier, Spartacus, 1932, mit einem Vorwort von Henri Barbusse (!)
- Georges Duhamel, Dir kannst du nicht entfliehen [1933]

- Georges Simenon, Maigret und die Groschenschenke, 1955
- Georges Simenon, Maigret in New York, 1956, mehrere Neuauflagen bis nach 2000
- Alphonse Daudet, Meistererzählungen, 1959

Übersetzer aus dem Dänischen
- Hans Christian Andersen, Bilderbuch ohne Bilder, 1915
- Tove Ditlevsen, Straße der Kindheit, 1952
- Jens Peter Jacobsen, Novellen, 1961